# Elaeocarpus cumingii
Elaeocarpus cumingii là một loài thực vật có hoa trong họ Côm. Loài này được Turcz. mô tả khoa học đầu tiên năm 1846.